# Сиукосаари, Юкка
Ю́кка Си́укосаари (фин. Jukka Siukosaari;) — финский дипломат, посол Финляндии в Японии (2016—2018).

## Биография
В 1995 году поступил на службу в Министерство иностранных дел Финляндии. Работал на различных должностях в посольствах Финляндии в Лондоне, Претории, Риме, Дублине, а также в качестве главы подразделения в Европейском департаменте, Департаменте по глобальным вопросам МИДа, в качестве международного эксперта в медицинской ассоциации Финляндии.
В 2012 году был назначен чрезвычайным и полномочным послом Финляндии в Аргентине.
24 апреля 2016 года был назначен чрезвычайным и полномочным послом Финляндии в Японии и находился на этой должности до августа 2018 года.